# Ophioscincus
Ophioscincus — рід сцинкоподібних ящірок родини сцинкових (Scincidae). Представники цього роду є ендеміками Австралії.

## Види
Рід Ophioscincus нараховує 3 види:
- Ophioscincus cooloolensis Greer & Cogger, 1985
- Ophioscincus ophioscincus (Boulenger, 1887)
- Ophioscincus truncatus (Peters, 1876)

## Етимологія
Наукова назва роду Ophioscincus походить від сполучення слів дав.-гр. οφις — змія і σκιγκος — ящірка, сцинк.